# Брије ле Маршијен
Брије ле Маршијен (фр. Bruille-lez-Marchiennes) насеље је и општина у североисточној Француској у региону Север-Па де Кале, у департману Север која припада префектури Дуе.
По подацима из 2011. године у општини је живело 1333 становника, а густина насељености је износила 307,85 становника/km². Општина се простире на површини од 4,33 km². Налази се на средњој надморској висини од 28 метара (максималној 34 m, а минималној 20 m).

## Демографија
| 1962. | 1968. | 1975. | 1982. | 1990. | 1999. | 2011. |
| ----- | ----- | ----- | ----- | ----- | ----- | ----- |
| 1.067 | 1.092 | 1.034 | 1.041 | 1.129 | 1.213 | 1.333 |